# Léo Veloso
Leonardo Henrique Veloso, meglio conosciuto come Léo Veloso (Pedro Leopoldo, 29 maggio 1987), è un ex calciatore brasiliano, di ruolo difensore.

## Carriera
Durante la sua carriera ha vestito le maglie di Willem II e Cluj, dove si è trasferito il 18 febbraio 2010, firmando un biennale.

## Palmarès
- Campionato rumeno: 1

CFR Cluj: 2009-2010
- Coppa di Romania: 1

CFR Cluj: 2009-2010
- Supercoppa di Romania: 1

CFR Cluj: 2010